# Dixa clavata
Dixa clavata är en tvåvingeart som beskrevs av Friedrich Hermann Loew 1869. Dixa clavata ingår i släktet Dixa och familjen u-myggor. Inga underarter finns listade i Catalogue of Life.